# Kronika Beneše Minority
Kronika takzvaného Beneše Minority je latinsky psaná kronika pocházející ze 14. století. Líčí nejstarší české dějiny od 9. století až do roku 1492. Jediný rukopis této kroniky se zachoval v tzv. wolfenbüttelském rukopisu ze 16. století.
Historička Marie Bláhová usuzuje, že kronika vznikla buď na konci padesátých let 14. století, anebo na počátku let šedesátých téhož století. Bláhová se také domnívá, že byla kronika sepsána v minoritském klášteře u sv. Jakuba v Praze. Za autora byl Gelasiem Dobnerem dříve považován pražský kanovník Beneš Krabice z Weitmile, později však František Palacký tento text připsal blíže neznámému Benešovi Minoritovi. Podle Palackého byl tento spis rovněž pouhou kompilací údajů z odlišných pramenů. Současná historiografie (např. Marie Bláhová či Jana Nechutová) ovšem spíše zastává názor, že obsahuje i informace z nedochovaných pramenů, které jsou zřejmě spolehlivé. S dodatky od různých osob z prostředí měšťanů, katolíků či kališníků byly zápisky dovedeny k roku 1492.